# Hannes Germann
Pour les articles homonymes, voir Germann.
Hannes Germann, né le 1er juillet 1956 à Schaffhouse, est une personnalité politique suisse, membre de l'Union démocratique du centre (UDC). 
Il siège au Conseil des États depuis 2002 comme représentant du canton de Schaffhouse.

## Biographie
Hannes Germann naît le 1er juillet 1956 à Schaffhouse. Il est originaire de Merishausen. Troisième d'une fratrie de quatre enfants, il perd son père, un paysan, à l'âge de 6 ans ; sa mère reprend un temps l'exploitation agricole avant de travailler comme concierge dans une école.
Il est le seul des quatre enfants à pouvoir faire des études : d'abord le gymnase à Schaffhouse, puis l'école normale, où il obtient un diplôme d'instituteur. Il exerce ce métier dans la commune schaffhousoise d'Oberhallau. Il devient ensuite journaliste aux Schaffhauser Nachrichten (de), d'abord à la section locale, puis à la section économique après son élection à la présidence de la commune d'Opfertshofen, afin d'éviter tout conflit d'intérêts. Il suit à cet effet des cours d'économie parallèlement à ses activités professionnelles. Il abandonne le journalisme en 2002, après son élection au Conseil des États.
Il a le grade de major au sein de l'Armée suisse. Il accomplit son service militaire au sein de l'état-major de la brigade blindée 3, du régiment territorial schaffhousois 42 et en tant que commandant d'une compagnie d'engins guidés antichars.
Il est marié et père de deux enfants.

## Politique

### Parcours
Il rejoint l'UDC un peu par hasard, étant approché par la section locale du parti qui cherchait un secrétaire. 
De janvier 1993 à décembre 1996, il est conseiller d'éducation et préside la commission de l'examen de maturité. De janvier 1997 à décembre 2008, il est président de la commune d'Opfertshofen. En parallèle, de janvier 1997 à décembre 2001, il siège au Conseil cantonal de Schaffhouse. Il y est élu à sa première tentative et avec le meilleur résultat du canton. Il est candidat au Conseil d'État du canton de Schaffhouse en été 2000, échouant à décrocher un siège pour seulement 500 voix. 
Il accède au Conseil des États le 16 septembre 2002, à la suite du décès en fonction de Rico Wenger (de). Après s'être imposé à l'interne de son parti, notamment face à la présidente cantonale de son parti, il l'emporte largement lors de l'élection complémentaire qui l'oppose au conseiller d'État socialiste Hermann Keller (de).
Il est brillamment réélu à six reprises (la dernière au premier tour en 2023), bénéficiant de soutiens jusqu'au sein de la gauche et obtenant même le record de voix du canton en 2015. Il préside le Conseil des États de fin 2013 à fin 2014.
Il est membre de la Commission de politique extérieure (CPE), qu'il préside de fin 2011 à fin 2013, de la Commission de l'économie et des redevances (CER), qu'il préside de fin 2005 à fin 2007, et de la délégation auprès de l'Assemblée parlementaire du Conseil de l'Europe depuis fin 2015. Il a siégé au sein de la Commission des affaires juridiques (CAJ) de fin 2002 à fin 2007, de la Commission des institutions politiques (CIP) de fin 2002 à fin 2003 et de fin 2007 à fin 2011, de la Commission de gestion (CdG) de fin 2002 à fin 2003, de la Commission de la science, de l'éducation et de la culture (CSEC) de fin 2003 à fin 2007 et de fin 2011 à fin 2023 et de la Commission des finances (CdF) de fin 2007 à fin 2019 (président de fin 2017 à fin 2019).
Il se présente vainement à plusieurs reprises à l'interne de son parti pour être candidat au Conseil fédéral, notamment en 2008, 2011 et 2015.

### Profil
Il est un représentant modéré de l'UDC, à laquelle il n'est pas rare qu'il s'oppose. Il soutient ainsi en 2003 la venue de réfugiés syriens supplémentaires et la sortie sans conditions du nucléaire. Il se qualifie lui-même en 2015 de fédéraliste pur et dur recherchant l'équilibre,. Un portrait publié fin 2024 par Le Temps le qualifie, conformément à un classement établi par l'agence de communication Burson (en), de « parlementaire le plus influent sous la Coupole ».
Ses sujets de prédilection sont le fédéralisme, la politique étrangère et la politique économique.

## Autres mandats
Il préside notamment l'Association des communes suisses (de) depuis 2008.